# 袁庆志
袁庆志（1921年1月30日—1988年6月11日），辽宁辽阳人，中国动物传染病学及预防兽医专家。

## 生平
1941年，毕业于奉天兽医养成所兽医本科，1947年参与筹建东北行政委员会农林处家畜防疫所（后中国农业科学院哈尔滨兽医研究所），历任病毒系副主任、研究室主任、所长。主持并研制成功牛瘟、猪瘟、羊痘、猪丹毒和伪狂犬病等疫苗。